# Нара, Ванда
Ванда Нара Колосимо (10 декабря 1986 года, Булонь-сюр-Мер, Буэнос-Айрес, Аргентина) — аргентинская модель, танцовщица, телеведущая и футбольный агент. Бывшая супруга и агент нападающего «Галатасарая» Мауро Икарди.

## Биография

#### Карьера
Нара дебютировала на сцене в качестве второй ведущей в летнем театральном сезоне 2005—2006 годов в ревю Humor en Custodia. В летнем театральном сезоне 2006—2007 годов Нара была ведущей ревю King Corona Хорхе Корона; однако она покинула ревю через 2 месяца из-за предполагаемого жестокого обращения со стороны комика и его жены. В 2007 году Нара подписала контракт с реалити-шоу «Танцы ради мечты» (аргентинская версия — развлекательная и юмористическая программа Шоуматч). В 2009 году она участвовала в El Musical de tus Sueños в качестве конкурсантки. В 2011 году Нара приняла участие в конкурсе Patinando 2011, однако покинула его в связи с третьей беременностью и отправилась в Италию со своим мужем Макси Лопесом.
В сентябре 2018 года Нара заменила Мелиссу Сатту в роли танцовщицы в Tiki Taka — Il calcio è il nostro gioco, спортивном ток-шоу Mediaset, которое транслировалось в ночное время, ведущим которого был Пьерлуиджи Пардо; эта программа транслировалась в 2018 и 2020 годах на канале Italia 1 и в 2019 году на канале Canale 5. Она принимала участие в 4-м сезоне Grande Fratello VIP, организованном Альфонсо Синьорини и транслировавшемся на Canale 5 в 2020 году.

#### Личная жизнь
С 28 мая 2008 года по 6 ноября 2013 года Нара была замужем за футболистом Макси Лопесом. Ванда Нара и Лопес развелись после того, как Лопес обвинил её в измене, в ответ она обвинила Лопеса в неоднократных изменах с их горничной. В браке у Лопеса и Нары родилось трое сыновей: Валентино Гастон Лопес Нара (род. 25 января 2009 года), Константино Лопес Нара (род. 18 декабря 2010 года) и Бенедикто Лопес Нара (род. 20 февраля 2012 года). Вскоре после развода Нара с детьми вернулась в Буэнос-Айрес и начала встречаться с Мауро Икарди, бывшим лучшим другом Лопеса. В апреле 2014 года перед матчем «Сампдории» Лопеса и «Интера» Икарди Лопес отказался пожимать руку Икарди, после чего пресса окрестила игру «Дерби Ванды». 27 мая 2014 года Икарди и Нара поженились. У них родились двое дочерей: Франческа Икарди Нара (род. 19 января 2015 года) и Изабелла Икарди Нара (род. 27 октября 2016 года). Также Икарди уволил своего агента, с которым сотрудничал в течение 10 лет, и назначил на его место Ванду. 16 октября 2021 года она объявила о расставании с Икарди по причине его измены с актрисой Чиной Суарес.

## Фильмография
| Год  | Название           | Оригинал          | Роль             | Прим.                                   |
| ---- | ------------------ | ----------------- | ---------------- | --------------------------------------- |
| 2005 | Без кода           | Sin código        | Вероника         | Приглашённая звезда, сезон 2            |
| 2006 | Женат, имеет детей | Casados con hijos | Новичия Бернанда | Приглашённая звезда, 1 эпизод (сезон 2) |
| 2013 | Ла Пелу            | La pelu           | Анабель          | Периодическая роль (сезон 2)            |
| 2017 | Удар в сердце      | Golpe al corazón  | Гваделупе        | Приглашённая звезда, 2 эпизода          |

## Телевидение
| Год         | Имя                                       | Роль                 | Прим.                 |
| ----------- | ----------------------------------------- | -------------------- | --------------------- |
| 2007        | Шоуматч Катание на коньках за мечтой 2007 | Участник конкурса    | 11-я, выбыла          |
| 2009        | Мюзикл вашей мечты                        | Участник конкурса    | 5-я, выбыла           |
| 2011        | Bailando 2011                             | Участник конкурса    | Снялась               |
| 2018        | Музыкальные спецпредложения от Морфи      | Гость соведущий      | 2 программы           |
| 2018        | Вокруг света                              | Гость соведущий      | 1 программа (Cезон 7) |
| 2018 — 2020 | Тики Така — республика футбола            | Соведущий            | Cезон 6-7             |
| 2020        | Grande Fratello VIP                       | Общественный деятель | Cезон 4               |
| 2022        | ¿Quién es la máscara?                     | Общественный деятель | Cезон 1               |